# Diodotos I
Diodotos I – satrapa Baktrii z ramienia Seleucydów w połowie III w. p.n.e., po uniezależnieniu się założył królestwo Greko-Baktryjskie.
Dokładna data rewolty Diodotosa przeciwko Selucydom jest kwestią sporną, i u poszczególnych historyków waha się pomiędzy 256 p.n.e. a 239 p.n.e. Aktualnie jednak większość uczonych umiejscawia ją  około 250 p.n.e. Oprócz mało wiarygodnych źródeł klasycznych znamy Diodotosa głównie z jego monet. Dzielą się one wyraźnie na trzy grupy. Do pierwszej należą monety bite w imieniu Antiocha II, z jego portretem na awersie i Apollem (bóstwem opiekuńczym dynastii Seleucydów) na rewersie. Na drugiej z nich, pozostawiając imię swojego suwerena, Diodotos zastąpił portret Antiocha II swoim, a przedstawienie Apolla na rewersie przedstawieniem Zeusa. W ten sposób Diodotos podkreślił swoje pretensje do niezależności, nie zrywając ostatecznie z Seleucydami. Na trzeciej grupie monet również imię Seleukidy jest zastąpione imieniem Diodotosa, co oznacza jego pełną niezależność. Stało się to gdzieś około 239 p.n.e./238 p.n.e. Niedługo potem Diodotos zmarł, pozostawiając władzę swojemu synowi Diodotosowi II.